# Július Barč-Ivan
Július Barč-Ivan (álneve Teta Mahuliena) (Korompa, 1909. május 1. – Turócszentmárton, 1953. december 25.) szlovák író és drámaíró, a két világháború közti szlovák irodalom egyik legjelentősebb alakja.

## Élete

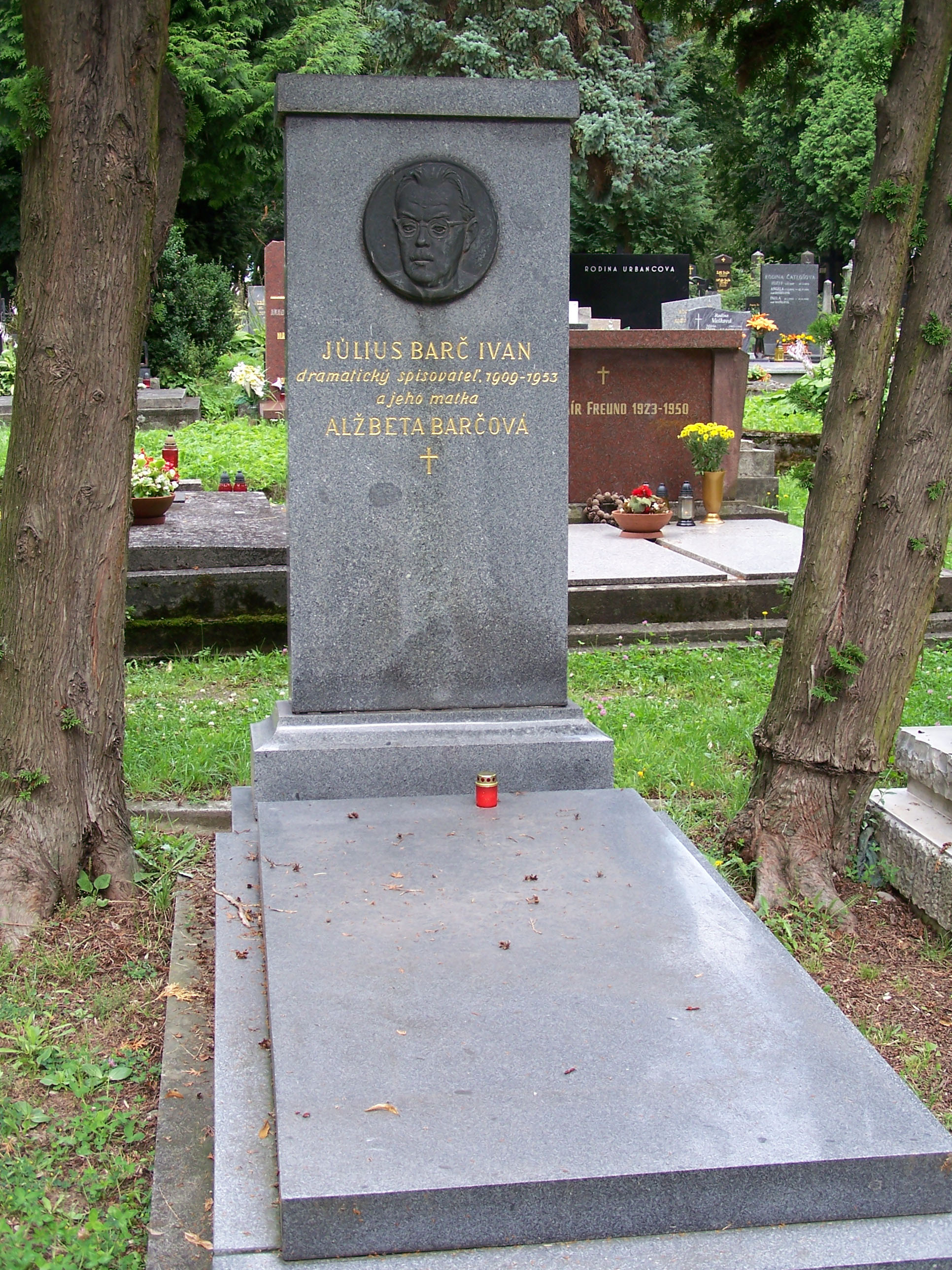
Július Barč-Ivan sírja a Turócszentmártoni Nemzeti Temetőben

Kétnyelvű családban született, édesapja, Július Barč, szepességi szász származású tanár volt, édesanyja, Iván Erzsébet (Alžbeta Ivanová), magyar nemzetiségű. Írói nevei szülei vezetéknevének kombinációja. Az általános iskolát Korompán, a gimnáziumot Iglón, Késmárkon, Kassán és Eperjesen végezte, 1926-ban Eperjesen érettségizett. A prágai Károly Egyetemen kezdett jogot hallgatni, tanulmányait azonban egészségügyi okokból meg kellett szakítania. Ezt követően a kassai adóhivatalban dolgozott. 1928 és 1934 között teológiát tanult Pozsonyban, az egyetem elvégzése után Ungváron káplán, majd 1935 februárjától Pazdicsban plébános.
1929–1930-ban kezdte megjelentetni írásait újságokban és magazinokban. 1942-ben Turócszentmártonba költözött, ahol a Szlovák Nemzeti Könyvtárnál talált munkát. Aktív szerepet vállalt a szlovák nemzeti felkelésben, megbízták a Národné noviny szerkesztésével. 1948-ban megnősül, de házassága csak három hónapig tart. 1949-től haláláig a Matica slovenská könyvtárosaként dolgozott. Utolsó éveiben Parkinson-kórral küzdött. 1953-ban hunyt el, mindössze 44 évesen.

## Munkássága
Íróként 1933-ban debütált, amikor könyv formában jelent meg három elbeszélése, publicisztikái azonban már korábban is jelentek meg. Elsősorban drámaíróként jelentős a munkássága, első színműve az 1934-es 3000 ľudí (3000 ember), az első igazi sikert a Na konci cesty (Az út végén) 1939. május 1-jei bemutatója jelentette. Egyetlen komédiája, a Mastný hrniec (Zsíros fazék), 1940. március 9-én került bemutatásra, a cenzúra azonban minden további előadást betiltott.
Barč-Ivan műveiben visszanyúl gyermekkori emlékeihez, együttérzését fejezi ki az üldözöttekkel és elnyomottakkal. Drámai műveiben hűen ábrázolja a társadalmi valóságot. Alkotói tevékenységére nagy hatással volt Henrik Ibsen, August Strindberg, Ernst Barlach és Fjodor Mihajlovics Dosztojevszkij. 

## Művei

### Próza
- 1933 – Pohádka, elbeszélésgyűjtemény
- 1940 – Predposledný život, novellagyűjtemény
- 1948 – Železné ruky, regény
- 1950 – Cesta ďaleká
- 1957 – Husličky z javora, halála után megjelent regény
- 1968 – Úsmev bolesti, halála után megjelent novellagyűjtemény (1945 és 1948 között íródott novellák)
- 1971 – Cesta myšlienky, halála után kiadott válogatás publicisztikájából

### Drámai művek
- 1934 – 3000 ľudí (könyv formában 1935-ben jelent meg)
- 1936 – Človek, ktorého zbili (könyv formában 1964-ben jelent meg)
- 1936 – Pevec boží, Jiří Třanovský életén alapuló színpadi mű
- 1938 – Diktátor, cenzúrázott (könyv formában 1981-ben jelent meg)
- 1939 – Na konci cesty (könyv formában 1942-ben jelent meg)
- 1940 – Mastný hrniec, szatirikus komédia, cenzúrázott (könyv formában 1941-ben jelent meg)
- 1943 – Matka
- 1944 – Neznámy
- 1945 – Dvaja
- 1947 – Veža (könyv formában 1948-ban jelent meg)
- 1948 – Koniec (csak kézirat)
- 1950 – Poeta laureatus (könyv formában 1981-ben jelent meg)

## Drámai művek
- Ketten. Színmű; ford. Babos László; DILIZA, Bratislava, 1967
- Anya. Dráma; ford. Dávid Teréz; Lita, Bratislava, 1972

## Fordítás
- Ez a szócikk részben vagy egészben a Július Barč-Ivan című szlovák Wikipédia-szócikk ezen változatának fordításán alapul.  Az eredeti cikk szerkesztőit annak laptörténete sorolja fel. Ez a jelzés csupán a megfogalmazás eredetét és a szerzői jogokat jelzi, nem szolgál a cikkben szereplő információk forrásmegjelöléseként.